# Marisa Robles
Pour les articles homonymes, voir Robles.
Marisa Robles est une harpiste espagnole naturalisée anglaise, ou plutôt naturalisée britannique, née le 4 mai 1937 à Madrid.

## Biographie
Marisa Robles naît le 4 mai 1937 à Madrid,.
Elle fait ses études musicales au Conservatoire de sa ville natale, dont elle sort diplômée en 1953, obtenant des prix de harpe, d'écriture et de composition, et se produit dès 1954 en soliste avec l'Orchestre national d'Espagne,.
Elle devient professeur de harpe au Conservatoire de Madrid en 1958, avant de s'installer l'année suivante au Royaume-Uni, d'obtenir la nationalité britannique en 1960 et de faire ses débuts londoniens en 1963,.
Comme pédagogue, Marisa Robles enseigne entre 1971 et 1993 au Royal College of Music de Londres,.
Comme chambriste, elle joue régulièrement en duo avec son second mari, le flûtiste Christopher Hyde-Smith, ou au sein du trio Robles et de l'ensemble Robles-Delmé.
Comme interprète, Marisa Robles est la dédicataire de plusieurs œuvres, de William Mathias (en), Stephen Dodgson, Alun Hoddinott, William Alwyn et Manuel Moreno-Buendía (es), notamment, dont elle donne la création du Concerto pour harpe en 1958 et du Concierto Neo-Clasico pour harpe, marimba et cordes en 1994. Joaquín Rodrigo a écrit pour elle ses Sones en la Giralda, pour harpe et orchestre, qu'elle donne en première audition à Madrid en 1969. Les compositeurs Malcolm Williamson, Jesús Guridi et John Metcalf (en) ont également écrit des concertos à son intention.
Elle effectue de nombreuses tournées et se produit avec des chefs tels que Zubin Mehta, Kurt Masur, Rafael Frühbeck de Burgos, Mstislav Rostropovitch et Yehudi Menuhin.
Avec James Galway, Marisa Robles a joué plus de 1 000 fois le Concerto pour flûte et harpe de Mozart à travers le monde, et réalisé quatre enregistrements de l’œuvre.